# Альянса Петролера
«Алья́нса Петроле́ра» (исп. Alianza Petrolera) — колумбийский футбольный клуб, базирующийся в городе Барранкабермеха. Клуб был основан 24 октября 1991 года и выступает в Примере А.

## История
«Альянса Петролера» являлась постоянным участником второй по уровню лиги Колумбии Примере B, начиная с 1992 года. В период с 1998 год по 2004 год результаты команды в лиге были одними из лучших, она постоянно занимала места в верхней части таблицы. Но в 2009 году клуб переживал тяжёлый кризис, закончив Апертуру с 5-ю очками и без единой победы. Вставал вопрос о продолжении участия во второй половине чемпионата, в том числе из-за отсутствия спонсоров, нужного количества игроков и даже тренеров. Команда всё же закончила чемпионат, хоть и на последнем месте. В сезоне 2012 клуб впервые в своей истории добился выхода в главную лигу Колумбии.
«Альянса Петролера» в начале 2010-х годов принимала гостей на стадионе «Сантьяго-де-лас-Аталаяс» в Йопале, вмещающем 9 тыс. зрителей. В то время домашний стадион в Барранкабермехе находился на реконструкции. После её завершения команда вернулась на стадион Даниэль Вилья Сапата, вмещающий 10,4 тыс. зрителей.
Клуб расформирован 16 января 2024 года